# 카오스 (드라마)
카오스(CHAOS)는 CBS에서 방영된 텔레비전 드라마이다.

## 출연
- 프레디 로드리게스 - 릭 마르티네스 역
- 크리스티나 콜 - 아델 페러 역
- 카먼 이조고 - 페이 카슨 역
- 제임스 머리 - 빌리 콜린스 역
- 팀 블레이크 넬슨 - 케이시 맬릭 역
- 에릭 클로스 - 마이클 도싯 역
- 커트우드 스미스 - H. J. 히긴스 역